# Croton megaladenus
Espèce
Classification APG III (2009)
Croton megaladenus est une espèce de plantes à fleurs du genre Croton et de la famille Euphorbiaceae présente sur Haïti.